# راسل دولیتل
راسل دولیتل (انگلیسی: Russell Doolittle; ۱۰ ژانویهٔ ۱۹۳۱ – ۱۱ اکتبر ۲۰۱۹) زیست‌شناس، زیست‌شیمی‌دان، و استاد دانشگاه اهل ایالات متحده آمریکا بود.
وی همچنین برندهٔ جوایزی همچون کمک‌هزینه گوگنهایم شده‌است.